# Manuel González-Martín
Manuel González-Martín (1962) es un profesor y botánico español. Es catedrático en la Universidad de las Islas Baleares.

## Algunas publicaciones
- águedo Marrero, rafael serafín Almeida pérez, manuel González-martín. 2003. Censo, distribución, hábitat y estado de conservación de Dracaena tamaranae Marrero Rodr., R.S.Almeida & Gonz.-Mart. Gran Canaria, islas Canarias. Bot. Macaronésica 24: 39 - 56, ISSN 0211-7150[2]

- -------------------, manuel González-martín. 1998. Solanum vespertilio subs. Doramae Marrero Rodr. & Gonz.-Mart. subsp. Nov. (Solanaceae) de Gran Canaria (Islas Canarias). An. del Jardín Bot. de Madrid 56 (2 ): 388- 390 ISSN 0211-1322

- r.s. Almeida, m. González-martín. 1998. A new species of wild dragon tree, Dracaena (Dracaenaceae) from Gran Canaria and its taxonomic and biogeographic implications. Bot. J. of the Linnean Soc. 128 (3): 291-314

## Honores
- Viceconsejero Ambiental. Tafira Baja (Las Palmas de Gran Canaria).[3]

- La abreviatura «Gonz.-Mart.» se emplea para indicar a Manuel González-Martín como autoridad en la descripción y clasificación científica de los vegetales.[4]